# Natalia Muñoz
Pour les articles homonymes, voir Muñoz.
Muñoz  Ruiz est un nom espagnol. Le premier nom de famille, en général paternel, est Muñoz ; le second, en général maternel, souvent omis, est Ruiz.
Leidy Natalia Muñoz Ruiz, née le 4 juin 1985 à Andes (Antioquia), est une coureuse cycliste colombienne.

## Palmarès sur route
- 2014
  - Vuelta a Cundinamarca
- 2015
  -  Championne de Colombie sur route
  - Vuelta a Antioquia
- 2019
  - 3e et 5e étapes du Tour de Colombie
  - 2e du Tour de Colombie
- 2025
  - 2e étape du Tour du Guatemala

### Classements mondiaux
| Année                                 | 2014 | 2015 | 2016 | 2017 | 2018 | 2019 | 2020 | 2021 | 2022  |
| ------------------------------------- | ---- | ---- | ---- | ---- | ---- | ---- | ---- | ---- | ----- |
| Classement UCI                        | 327e | nc   | nc   | nc   | 379e | nc   | 291e | nc   | 1050e |
|                                       |      |      |      |      |      |      |      |      |       |
| Légende : nc = non classéSource : UCI |      |      |      |      |      |      |      |      |       |

## Palmarès sur piste
- 2010
  -  Médaillée d'or de la poursuite par équipes des Jeux d'Amérique centrale et des Caraïbes de 2010